# Важкий бетон
Важкі бетони — група бетонів з об'ємною масою від 1800 до 2500 кг/м3 і більше. Важкий бетон застосовується як при заливці монолітних споруд, так і при створенні елементів збірних конструкцій — дорожніх плит, плит перекриттів, фундаментних блоків, паль тощо.

## Різновиди важкого бетону
- Залізобетон відрізняється значною вагою і підвищеною опірністю до руйнуючих навантажень на вигин за рахунок арматурного каркаса, що робить його поширеною основою для створення інших, більш спеціалізованих, типів важкого бетону.
- Полімербетон відрізняється від цементного бетону частковим або повним заміщенням мінерального в'яжучого полімерними або епоксидною смолами, що підвищують довговічність і експлуатаційні характеристики.
- Надміцний бетон характеризується підвищеною щільністю і показником міцності, яких вдається досягти завдяки спеціалізованим добавкам і особливою технологією виготовлення.
- Дорожній бетон має високу міцність на вигин (в межах 4-5,5 МПа) і знос, а також підвищену стійкість до заморожування.
- Швидкотвердіючий бетон відрізняється швидким схоплюванням і набором міцності без втрати своїх характеристик.
- Гідротехнічний бетон виготовляється на основі пуцоланового і сульфатостійкого портландцементу. Має високу стійкість до вологи і заморожування, має меншу теплопровідність і коефіцієнт теплового розширення в порівнянні з іншими типами бетону. Використовується переважно при будівництві конструкцій гідротехнічного призначення — залізобетонних труб, тюбінгів, опор мостів і гребель ГЕС.
- Кислотостійкий (кислототривкий) бетон має підвищену стійкість до впливу їдких хімічних сполук. Застосовується при будівництві об'єктів хімічної промисловості.
- Жаростійкий бетон використовується при створенні конструктивних елементів, що володіють підвищеною стійкістю до дії високих температур (до 1200 °C). Класифікуються в залежності від максимальної температури застосування, вогнетривкості та відкритої пористості. Має в складі глиноземний цемент, рідке скло, шлакопортландцемент. В якості наповнювача використовуються шлаки металургії, бій вогнетривкої кераміки, базальт, туф. Призначений в основному для виготовлення елементів промислових печей.
- Особливо важкий бетон містить такі компоненти, як магнетит, лимоніт, чавунний дріб і металевий скрап. Щільність матеріалу може досягати 5000 кг/м3 . Використовується переважно на атомних станціях для захисту персоналу від випромінювання.
- Декоративний бетон застосовується як при будівництві декоративних і облицювальних елементів, так і несучих конструкцій. Володіє міцністю не нижче М 150 і значною морозостійкістю. Має в основі білий або кольоровий цемент, також в його склад можуть входити добавки забарвлених гірських порід.